# Miramar (Florida)
Miramar is een plaats (city) in de Amerikaanse staat Florida, en valt bestuurlijk gezien onder Broward County.

## Demografie
Bij de volkstelling in 2000 werd het aantal inwoners vastgesteld op 72.739.
In 2006 is het aantal inwoners door het United States Census Bureau geschat op 108.072, een stijging van 35333 (48.6%).

## Geografie
Volgens het United States Census Bureau beslaat de plaats een oppervlakte van
80,3 km², waarvan 76,4 km² land en 3,9 km² water.

## Plaatsen in de nabije omgeving
De onderstaande figuur toont nabijgelegen plaatsen in een straal van 8 km rond Miramar.